# Lutz Liwowski
Lutz Liwowski (Düsseldorf, RFA, 30 de julio de 1967) es un deportista alemán que compitió en piragüismo en la modalidad de aguas tranquilas. Ganó cinco medallas en el Campeonato Mundial de Piragüismo entre los años 1995 y 2001, y tres medallas en el Campeonato Europeo de Piragüismo entre los años 2000 y 2002.
Participó en dos Juegos Olímpicos de Verano en los años 1996 y 2000, su mejor actuación fue un cuarto puesto logrado en Atlanta 1996 en la prueba de K1 1000 m.

## Palmarés internacional
| Campeonato Mundial | Campeonato Mundial   | Campeonato Mundial | Campeonato Mundial |
| Año                | Lugar                | Medalla            | Evento             |
| ------------------ | -------------------- | ------------------ | ------------------ |
| 1995               | Duisburgo (Alemania) | Medalla de bronce  | K1 1000 m          |
| 1998               | Szeged (Hungría)     | Medalla de bronce  | K1 500 m           |
| 1998               | Szeged (Hungría)     | Medalla de oro     | K1 1000 m          |
| 1999               | Milán (Italia)       | Medalla de oro     | K1 1000 m          |
| 2001               | Poznań (Polonia)     | Medalla de bronce  | K1 1000 m          |
| Campeonato Europeo |                      |                    |                    |
| Año                | Lugar                | Medalla            | Evento             |
| 2000               | Poznań (Polonia)     | Medalla de bronce  | K1 1000 m          |
| 2001               | Milán (Italia)       | Medalla de oro     | K1 1000 m          |
| 2002               | Szeged (Hungría)     | Medalla de bronce  | K1 1000 m          |